# Därför skriver jag
"Därför skriver jag" eller "Varför jag skriver" (originaltitel: "Why I Write") är en självbiografisk essä från 1946 av den brittiska författaren George Orwell (Eric Blair). Den publicerades först i tidskriften Gangrel under sommaren 1946.